# Velika Jasenica
Velika Jasenica (szerbül: Велика Јасеница) falu Bosznia-Hercegovinában, a Bosznia-hercegovinai Föderáció Una-Szanai kantonjában, Bosanska Krupa községben.

## Fekvése
Bosznia-Hercegovina északnyugati részén, Bihácstól légvonalban 30, közúton 44 km-re keletre, Bosanska Krupa központjától légvonalban 9, közúton 14 km-re délkeletre fekvő dombos, erdős területen, a Bosanska Krupáról Sanski Mostra menő úttól északra, Zalin és Jasenica között fekszik.

## Népessége
| Nemzetiségi csoport | Népesség 1991 | Népesség 2013 |
| ------------------- | ------------- | ------------- |
| Szerb               | 107           | 11            |
| Bosnyák             | 0             | 0             |
| Horvát              | 0             | 0             |
| Jugoszláv           | 0             | 0             |
| Egyéb               | 0             | 0             |
| Összesen            | 107           | 11            |